# الصرفند (حيفا)

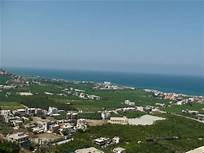
قرية صرفند

الصرفند هي قرية فلسطينية مهجّرة تقع إلى الجنوب من مدينة حيفا، وتبعد عنها حوالي 19كم، وترتفع 25م عن سطح البحر، وكان يمر بها خط سكة حديد مصر-فلسطين . بلغت مساحة أراضيها 5409 دونمات، وتحيط بها أراضي قرى كفر لام، عتليت، جبع، وعين غزال. قدر عدد سكانها عام 1922 حوالي 204 نسمة، وفي عام 1945 حوالي 290 نسمة . وتعتبر القرية ذات موقع أثري يحتوي على مدافن وآثار ونذكر أن هناك قرية بنفس الاسم في قضاء الرملة وقد دمرها الصهاينة عام 1948. قامت المنظمات الصهيونية المسلحة بهدم القرية وتشريد أهلها البالغ عددهم حوالي (336) نسمة وكان ذلك في 16 يوليو 1948، وعلى أنقاضها أقام الصهاينة مستعمرة (تسيروفا) عام 1949.

## القرية اليوم
في القرية حالياً تبقى منزل واحد فقط، وهو بناء كبير تظهر قنطرتان في واجهته. ويمر طريق حيفا - تل أبيب العام بجزء من الموقع، أما الجزء الآخر فمسيج بالأسلاك الشائكة وتغطيه الأشواك ونبات الصبار.

## المستعمرات الإسرائيلية على أراضي القرية
في 3 أغسطس/آب 1948، وجه كيبوتس نفي يام رسالة إلى مركز الزراعة الإسرائيلي يطلب منه تسليمه أراضي الصرفند. ويذكر المؤرخ الإسرائيلي بني موريس قول سكان الكيبوتس إن إخلاء القرية أتاح لهم التوصل إلى حل جذري يضمن لهم نهائياً أراضي كافية لتطوير مستعمرتهم. في سنة 1949، أنشأت إسرائيل مستعمرة تسيروفا (145228) على أراضي القرية، على بعد كيلومتر إلى الشمال الشرقي من الموقع. كما أنشأت مستعمرة غيفع كرميل (146229). في سنة 1949 شرقي الموقع، على أراضي قرية جبع المجاورة.

## معلومات أخرى
كانت القرية تقع في السهل الساحلي الضيق جنوبي عتليت، وعلى تلة من الحجر الرملي ترتفع ارتفاعاً قليلاً عن المنطقة المحيطة. وكانت طرق تصلها بقرى عدة، وبالطريق العام الساحلي الذي يبعد عنها 2 كلم من جهة الشرق. وكان الصليبيون يسمونها ساربتا يودي. في سنة 1596 كانت الصرفند قرية في ناحية شفا (لواء اللجون), وعدد سكانها 61 نسمة، وكانت تؤدي الضرائب على عدد من الغلال كالقمح والشعير، بالإضافة إلى عناصر أخرى من الإنتاج كالماعز وخلايا النحل.[2]